# 塞索布勒普提斯冰原島峰

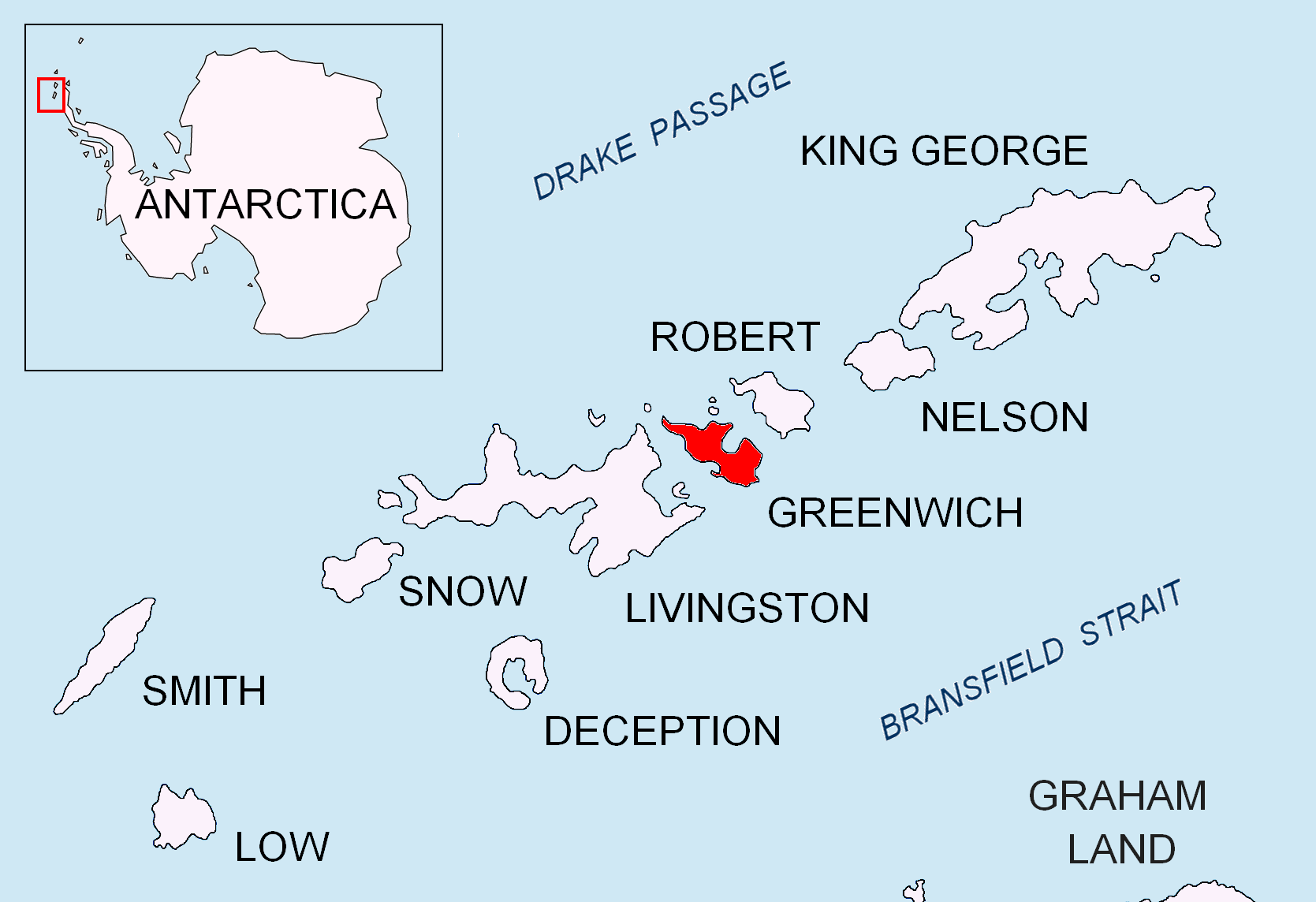

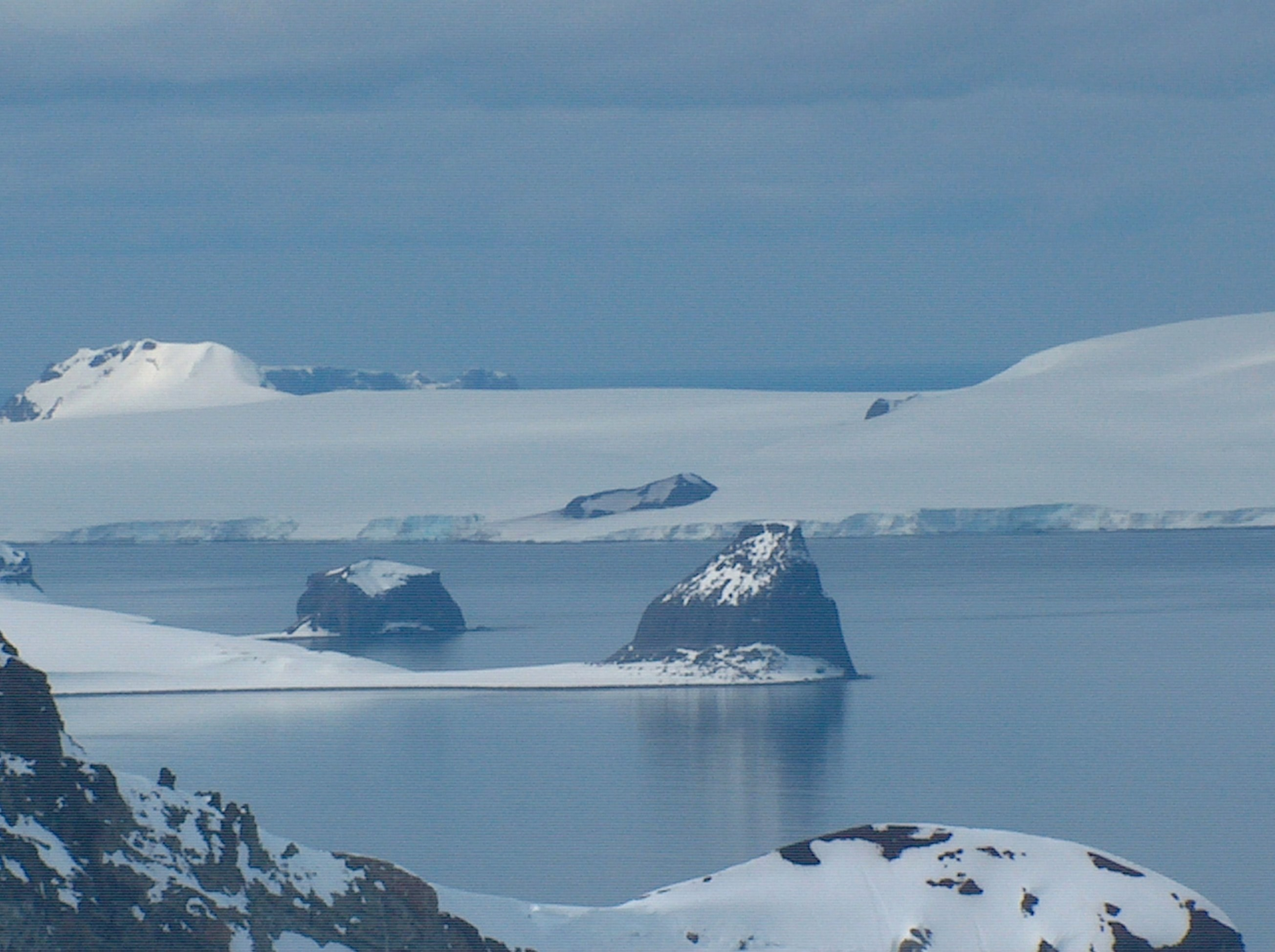

塞索布勒普提斯冰原島峰（英語：Kerseblept Nunatak）是南極洲的冰原島峰，位於南設得蘭群島中格林尼治島，處於赫拉巴冰原島峰以南3.9公里、洛依德山以西3.4公里，海拔高度90米。

## 外部連結
- SCAR Composite Antarctic Gazetteer（页面存档备份，存于）.

62°29′16.5″S 59°57′18″W / 62.487917°S 59.95500°W